# Rouben Mamoulian
Rouben Mamoulian (en arménien : Ռուբէն Մամուլեան) est un réalisateur et producteur de cinéma américain d'origine arménienne, né le 8 octobre 1897 à Tiflis (Empire russe, aujourd'hui Tbilissi, Géorgie) et mort le 4 décembre 1987 à Los Angeles (États-Unis). Il réalisa le premier film en couleurs (Technicolor) de l'histoire du cinéma, Becky Sharp, en 1935.

## Biographie
Rouben Mamoulian,,,, naît dans une famille arménienne de l'Empire tsariste. Son père, Zachary Mamoulian, était un banquier et sa mère, Virginia Kalantarian, dirigeait la société théâtrale de Tbilissi.
Après avoir suivi ses études secondaires au Lycée Montaigne de Paris, Rouben Mamoulian rentre en Russie pour suivre des études de droit à l'université de Moscou,,, il abandonne ses études de droit pour suivre des cours d'art dramatique auprès d'Evgueni Vakhtangov, élève de Constantin Stanislavski.
En 1920, il suit sa sœur à Londres où il créera une compagnie théâtrale.
En 1923, il émigre aux États-Unis.
Sa mise en scène la plus notable est la création de l’opéra Porgy and Bess, (de George Gershwin, Dorothy et DuBose Heyward) à l'Alvin Theater de Broadway à New York en 1935.
Il tourne son premier film Applause en 1929 qui fait partie des premiers films parlants.
Il meurt à l'âge de 90 ans, le 8 octobre 1987 au Motion Picture and Television Hospital de Woodland Hills à Los Angeles,. Il est enterré au Forest Lawn Memorial Park de Glendale dans le Comté de Los Angeles.
Une étoile lui est dédiée le 8 février 1960 sur le Walk of fame.
Depuis décembre 2002, les archives Robert Mamoulian sont déposées à la Bibliothèque du Congrès,.

## Analyse
Rouben Mamoulian,,,, adopte un découpage vif, il utilise la caméra de façon fluide, et utilise avec assurance des techniques de fondu et d'effets optiques dès son premier film, Applause. Son film Aimez-moi ce soir est considéré comme son chef-d'œuvre.

## Filmographie
- 1929 : Applause[26] avec Helen Morgan
- 1931 : Les Carrefours de la ville[27] (City streets)
- 1931 : Docteur Jekyll et M. Hyde[28] (Doctor Jekyll and Mr Hyde[29]) avec Fredric March et Miriam Hopkins
- 1932 : Aimez-moi ce soir[30] (Love Me Tonignt[31]) avec Jeanette MacDonald et Maurice Chevalier
- 1933 : Le Cantique des cantiques[32] (The Song of Songs[33]) avec Marlène Dietrich
- 1933 : La Reine Christine[34] (Queen Christina[35],[36]) avec Greta Garbo et John Gilbert
- 1934 : Résurrection (We Live Again[37]) avec Fredric March
- 1935 : Becky Sharp[38],[39], premier film en couleurs trichrome de l'histoire du cinéma
- 1936 : Le Joyeux Bandit (The Gay Desperado[40]), avec Nino Martini et Ida Lupino
- 1937 : La Furie de l'or noir (High, Wide and Handsome[41]) avec Irene Dunne et Randolph Scott
- 1939 : L'Esclave aux mains d'or (Golden Boy[42],[43]) avec Barbara Stanwyck
- 1940 : Le Signe de Zorro[44] (The Mark of Zorro[45]) avec Tyrone Power et Linda Darnell
- 1941 : Arènes sanglantes[46] (Blood and Sand[47]) avec Tyrone Power, Linda Darnell et Rita Hayworth
- 1942 : Qui perd gagne (Rings on Her Fingers[48]) avec Henry Fonda et Gene Tierney
- 1948 : Belle Jeunesse (Summer Holiday) avec Mickey Rooney
- 1950 : La Renarde[49] (Gone to Earth[50]) (quelques scènes)
- 1957 : La Belle de Moscou[51] (Silk Stockings) avec Fred Astaire et Cyd Charisse

Par ailleurs, il débuta en 1944 le tournage de Laura, avec Gene Tierney, Dana Andrews et Vincent Price, mais n'est pas crédité au générique car il fut rapidement renvoyé par Otto Preminger pour divergences artistiques. Il en fut de même en 1960 avec Cléopâtre (Cleopatra) (sorti en 1963), où il n'est pas non plus crédité car remplacé en cours de tournage par Joseph L. Mankiewicz.